# Riksdagen 1970
Riksdagen 1970 ägde rum i Stockholm. Det var den sista tvåkammarriksdagen i Sverige.
Riksdagens kamrar sammanträdde i riksdagshuset den 10 januari 1970. Riksdagsarbetet inleddes ceremoniellt genom riksdagens högtidliga öppnande i rikssalen på Stockholms slott den 13 januari. Första kammarens talman var Erik Boheman (FP), andra kammarens talman var Henry Allard (S). Riksdagen avslutades den 16 december 1970 med tal, mat och dryck samt långdans runt hela parlamentet.